# Fernando Maria Neves
Fernando Maria Neves (Praia, 9 de junho de 1978) é um futebolista profissional cabo-verdiano que atua como defensor.

## Carreira
Nando representou o elenco da Seleção Cabo-Verdiana de Futebol no Campeonato Africano das Nações de 2013.